# Гаїска Ларрасабаль
Гаїска Ларрасабаль (ісп. Gaizka Larrazabal, нар. 17 грудня 1997, Більбао) — іспанський футболіст, півзахисник клубу «Реал Сарагоса».

## Ігрова кар'єра
У дорослому футболі дебютував 2016 року виступами за команду «Самудіо», в якій провів один сезон.
Наступними командами в ігровій кар'єрі футболіста були «Більбао Атлетік» та «Атлетік Більбао».
2020 року приєднався до команди «Реал Сарагоса».